# 圣奥古斯坦 (加来海峡省)
圣奥古斯坦（法語：Saint-Augustin，法語發音：[sɛ̃.t‿oɡystɛ̃] ⓘ）是法国加来海峡省的一个市镇，属于圣奥梅尔区。该市镇于2016年由原市镇克拉尔克和勒贝克合并而成。

## 地理
“圣奥古斯坦”（Saint-Augustin）得名于市镇内的圣奥古斯坦修道院（Abbaye de Saint-Augustin）。
圣奥古斯坦（50°38'46"N, 2°18'25"E）面积11.8 平方千米，位于法国上法蘭西大區加来海峡省，该省份为法国北部沿海省份，西北濒北海，南至索姆省，东临北部省。
与圣奥古斯坦接壤的市镇（或旧市镇、城区）包括：利斯河畔艾尔、埃克、马梅、罗克图瓦尔、贝兰盖姆、泰鲁阿讷。
圣奥古斯坦的时区为UTC+01:00、UTC+02:00（夏令时）。

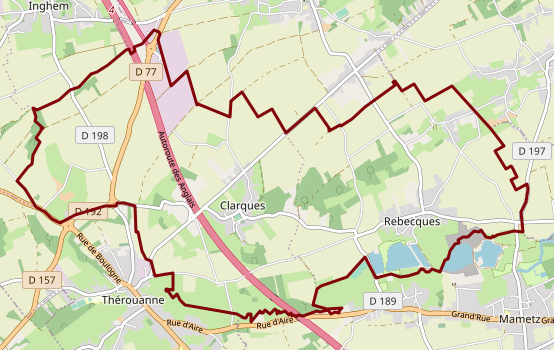
圣奥古斯坦的OSM定位图

## 行政
圣奥古斯坦的邮政编码为62120、62129，INSEE市镇编码为62691。

## 政治
圣奥古斯坦所属的省级选区为弗吕日县。

## 人口
圣奥古斯坦于2022年1月1日时的人口数量为861人。